# Petersfield
Petersfield is een civil parish in het bestuurlijke gebied East Hampshire, in het Engelse graafschap Hampshire met 14.974 inwoners.

## Geschiedenis
Petersfield werd in de 12e eeuw gesticht door William Fitz Robert, de tweede graaf van  Gloucester, wat in 1198 door de latere koning Jan zonder Land bekrachtigd werd.
In het centrum staat een standbeeld van Willem III van Oranje. Hiervan staan er vier in het Verenigd Koninkrijk buiten Noord-Ierland. Elk jaar in juli komen leden van de Oranjeorde hun marsen houden.

## Geografie
Petersfield ligt op de noordelijke flanken van de South Downs en op de westelijkste punt van de Greensand Ridge, een zandstenen rug die door zuidoostelijk Engeland loopt.

## Infrastructuur
Vroeger liep de A3 dwars door Petersfield, maar tegenwoordig loopt deze langs de westelijke rand van de plaats.
Petersfield heeft een station aan de spoorlijn van Londen naar Portsmouth.

## Geboren
- Joseph Truman (1997), baanwielrenner